# Броненосные крейсера типа «Амираль Шарне»
Броненосные крейсера типа «Амираль Шарне» — тип крейсеров французского флота конца XIX века. Являлись уменьшенной и удешевлённой версией броненосного крейсера «Дюпюи-де-Лом». Всего построено 4 единицы: «Амираль Шарне», «Латуш-Тревиль», «Шанси», «Брюи».

## История
Исторически, французский флот уделял значительное внимание крейсерской войне на коммуникациях своего основного потенциального оппонента — Великобритании. Французы рассматривали нанесение ударов по британской торговле как эффективный способ пошатнуть экономику неприятеля, и вынудить его оттягивать боевые корабли от основных театров военных действий для защиты торгового флота. Эти представления хорошо сочетались с взглядами доминировавшей в 1880-х во Франции военно-морской доктрины «молодой школы»; радикальной теории, предполагавшей замену традиционного господства на море, достигаемого путём решающего сражения флотов — крейсерской войной на коммуникациях, и истощением неприМелкий текстятельского флота непрерывными атаками миноносцев.
Согласно доктринам «молодой школы», французы в 1870—1880-х построили значительное количество небольших быстроходных крейсеров, предназначенных для действий против британского торгового флота. Однако, в 1880-х британцы начали массовое строительство крейсеров с бронированной палубой, значительно превосходивших по боевым качествам французские небронированные крейсера.
Ответом со стороны французов стала разработка концепции тяжелого броненосного рейдера — крупного крейсера, имеющего бортовой бронированный пояс, и за счет этого превосходящего бронепалубные крейсера. В 1880-м французский флот заложил броненосный крейсер «Дюпюи-де-Лом» - революционный по задумке корабль, сочетающий высокую скорость, мощное вооружение, и полную броневую защиту. Однако, этот корабль, спущенный на воду в 1890-м, оказался весьма дорогим и сложным, что ставило под вопрос возможность производства подобных боевых единиц в необходимых количествах. Чтобы решить эту проблему, французские кораблестроители разработали более простой и дешёвый дизайн броненосного крейсера.

## Проектирование и постройка
«Амираль Шарне» — Заложен в 1890 году, спущен на воду 8 ноября 1892 года, вошёл в строй в 1894 году. Назван в честь адмирала Шарне.
«Латуш-Тревиль» — Заложен в июле 1889 году, спущен на воду 18 марта 1893 года, вошёл в строй в 1894.
«Шанси» — Заложен в 1890 году, спущен на воду 24 января 1894 года, вошёл в строй в 1894 году.
«Брюи» — Заложен в октябре 1890 года, спущен на воду 3 августа 1894 года, вошёл в строй в 1894 году.

## Конструкция

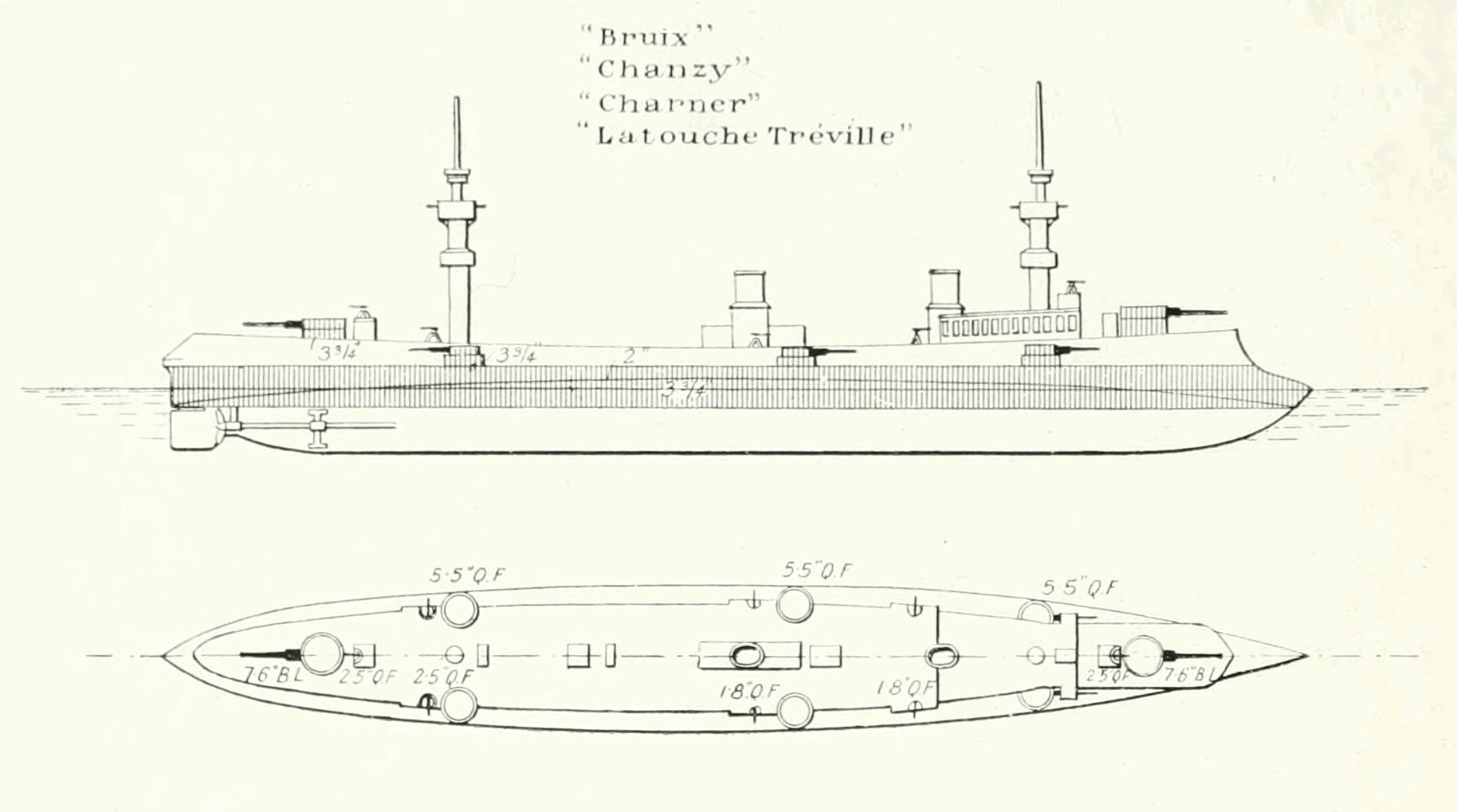
Броненосные крейсера типа «Амираль Шарне». Схема.

По конструкции, крейсера типа «Амираль Шарне» напоминали своего предшественника — «Дюпуи-де-Лом» — но были существенно меньше и несколько слабее защищены. Они имели характерные для французского кораблестроения черты; сильный завал бортов внутрь в верхней части, и большой, выдающийся вперед таран.
Полное водоизмещение их достигало 4748 тонн (примерно 2/3 от водоизмещения «Дюпуи-де-Лома») при длине в 110,2 метра, ширине в 14,04 метра и осадке в 6,07 метра. Верхняя палуба имела прогиб вниз в центральной части, что придавало кораблям изящный силуэт. В носовой части выдавался далеко вперед массивный плугообразный таран; он увеличивал плавучесть носовой оконечности и облегчал (теоретически) всхождение на волну, но в результате носовую палубу крейсеров сильно захлестывало. Тем не менее, крейсера типа «Амираль Шарне» считались хорошими, мореходными единицами, маневренными и с плавной качкой.
Крейсера имели слабо развитую прямоугольную одноярусную надстройку в носовой части, над которой возвышалась массивная боевая мачта с закрытыми марсами. Мостик выступал в передней части мачты. Сквозь надстройку проходили обе дымовые трубы корабля. В кормовой части имелась вторая боевая мачта. В целом, корабли сильно страдали от избыточного верхнего веса и их остойчивость была не на высоте.

### Вооружение
Основное вооружение крейсеров типа «Амираль Шарне» было аналогично «Дюпуи де Лому», но располагалось более рационально. Два тяжелых 194-миллиметровых 45-калиберных орудия образца 1887 года были установлены во вращающихся одноорудийных башнях в оконечностях корабля. Вспомогательное вооружение из шести 138-мм (5,5 - дюймовых) скорострельных орудий с длиной ствола в 45 калибров расположили побортно; с каждого борта стояло по три орудийные башни, распределенные по всей длине корабля. Подобное вооружение было рациональнее, чем тесные группы башен «Дюпуи де Лома».
Противоминное вооружение крейсеров состояло из четырёх 65-мм орудий, четырёх 47-мм орудий и восьми 37-миллиметровых пятиствольных револьверных пушек Гочкисса. Одно 65-мм орудие стояло на крыше носовой надстройки, стреляя поверх носовой башни главного калибра, одно, аналогично — на высоком постаменте в кормовой части, и по одному стояло на верхней палубе с каждого борта. 47-мм орудия были расставлены попарно с каждого борта на верхней палубе. Револьверные пушки Гочкисса были установлены на марсах боевых мачт.
Как и все французские корабли того времени, крейсера типа «Амираль Шарне» несли массивный плугообразный таран. Французы считали что подобная форма уменьшает повреждения корпуса корабля при таранной атаке, и позволяет легче выдернуть таран из корпуса неприятеля. Их торпедное вооружение состояло из четырёх надводных 450-мм торпедных аппаратов — по два на каждый борт — которые могли использоваться как для поражения противника при промахе тарана, так и для защиты от таранной атаки неприятеля.

### Бронирование
Крейсера типа «Амираль Шарне» имели полный броневой пояс по ватерлинии; изготовленный из броневой стали, он был высотой в 4 метра, из которых 1,2 метра находились ниже ватерлинии. Толщина пояса достигала 94 миллиметров; в оконечностях он утоньшался до 60 миллиметров.
Горизонтальную защиту обеспечивала выпуклая броневая палуба, края которой соединялись с нижней кромкой пояса. В центральной части, изгиб палубы поднимался выше ватерлинии. Палуба была построена из мягкой стали, толщиной в 40 миллиметров в центре, и 50 миллиметров по краям. Поверх машинного отделения имелась легкая противоосколочная палуба, призванная останавливать осколки от пробивших броневую палубу снарядов. Для повышения живучести кораблей, у бортов над броневой палубой был оборудован коффердам на всю длину крейсеров. Он состоял из множества мелких герметичных отсеков, заполненных целлюлозой; предполагалось, что при поражении снарядом, целлюлоза разбухнет от поступающей внутрь воды, и заткнет пробоину.
Броневые башни корабля защищались 110 миллиметровыми плитами, как и боевая рубка. Трубы элеваторов подачи боеприпаса защищались 110 миллиметровыми плитами там, где они выступали над верхним краем пояса.

### Силовая установка
Силовая установка крейсеров типа «Амираль Шарне» состояла по проекту из двух горизонтальных паровых машин тройного расширения; исключением был «Брюн», на котором стояли две вертикальные машины. Шестнадцать паровых котлов Белльвиля обеспечивали мощность в 8000 л.с. («Брюн» — 8700 л.с.), чего теоретически хватало для достижения скорости в 19 узлов. Однако, на мерной миле ни один корабль не продемонстрировал скорости более 18,2-18,4 узлов. Запаса угля хватало на 7400 км экономичного 10-узлового хода.

## Оценка проекта
Являясь удешевленной и уменьшенной версией большого броненосного крейсера «Дюпуи де Лом», малые броненосные крейсера типа «Амираль Шарне», тем не менее, сумели избежать ряда недостатков, типичных для «удешевленных» кораблей. Имея аналогичное их предшественнику вооружение, они были медлительнее и слабее защищены.
Однако, они были вполне адекватны своей основной функции — крейсерским операциям на британских коммуникациях, а также осуществлению разведки для основного флота, и прикрытия его от неприятельской разведки. Основными оппонентами «Амираль Шарне» предполагались многочисленные британские бронепалубные крейсера 2-3 ранга, вооруженные в основном 120-мм и 152-мм скорострельными пушками. Броневые пояса крейсеров типа «Амираль Шарне» обеспечивали им неуязвимость от фугасных снарядов, и адекватную защиту от бронебойных на предполагавшихся в то время боевых дистанциях; мощная артиллерия позволяла французским кораблям расстреливать слабо защищенные борта британских крейсеров, провоцируя пожары, затопления и вызывая потерю хода у неприятеля.
Главными недостатками этих кораблей была недостаточная остойчивость, и недостаточная скорость хода. Рассчитанные на 19 узлов, они развивал не более 18,4, что делало их медлительнее большинства британских крейсеров и не позволяло уйти от боя с превосходящими кораблями неприятеля (однако, вероятность такой встречи в эпоху до создания радиотелеграфа была невелика). Французский флот отнесся к этим кораблям критически, и сделал вывод о эффективности больших броненосных крейсеров.